# Fenakistiskop

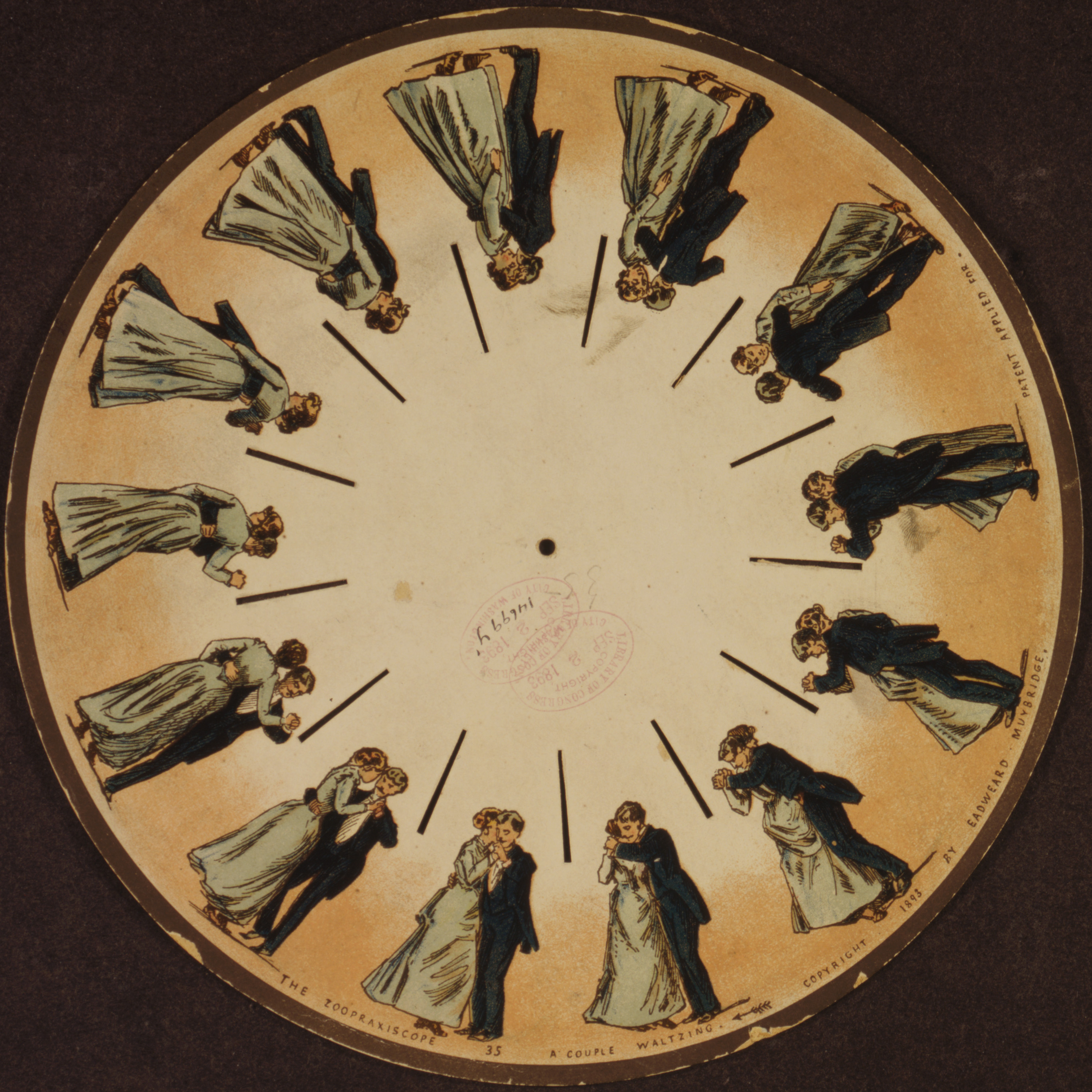
Tarcza fenakistiskopu Eadwearda Muybridge'a, przedstawiającego tańczącą parę

Fenakistiskop – XIX-wieczna zabawka optyczna, wykorzystująca właściwości ludzkiej percepcji, dla stworzenia wrażenia ruchu szybko przesuwających się obrazków. Urządzenie składało się z drążka i umieszczonej na nim okrągłej tarczy z ciężkiego papieru; dookoła tarczy umieszczone były rysunki, przedstawiające kolejne etapy ruchu, przedzielone niewielkimi otworami. Odbiorca stawał przed lustrem, umieszczając fenakistiskop zadrukowaną stroną w kierunku tafli, a następnie wprawiał tarczę w ruch i spoglądał przez otwory w tarczy; powodowało to powstanie złudzenia optycznego – odbijające się w lustrze rysunki zlewały się ze sobą, tworząc pozór ruchu. Urządzenie mogło przedstawiać tylko sam ruch, ale mogło też opowiadać króciutkie historyjki.

Animowana płyta fenakistiskopu - Biegnące szczury Thomasa Mann Baynesa

Urządzenie wynaleźli niezależnie od siebie w niemal tym samym czasie Simon Stampfer (grudzień 1832) i Joseph Plateau (styczeń 1833). Nazwa "fenakistiskop" pochodzi od Plateau.

Symulacja ruchu obrazków z fenakistiskopu

Do urządzenia wprowadzano kolejne udoskonalenia – w 1834 William George Horner uniezależnił urządzenie od lustra, tworząc tzw. zoetrop, natomiast 1853 Franz von Uchatius umożliwił oglądanie obrazów z fenakistiskopu większej liczbie osób, dzięki wyświetlaniu ich na ekranie, poprzez połączenie fenakistiskopu z latarnią magiczną.